# Vòng loại Giải vô địch bóng đá thế giới 1954
Tổng cộng có 37 đội tuyển quốc gia đăng ký tham dự vòng loại Giải vô địch bóng đá thế giới 1954, nhằm cạnh tranh cho 16 suất tham dự vòng chung kết. Thụy Sĩ, với tư cách là nước chủ nhà, và Uruguay, với tư cách là nhà đương kim vô địch, được đặc cách vào thẳng, 14 suất còn lại được phân chia thông qua vòng loại.
Dựa trên yếu tố địa lý, 37 đội tuyển được chia thành 13 bảng, cụ thể như sau:
- Bảng 1 đến 10 – Khu vực châu Âu: 11 suất, với 27 đội tham dự (bao gồm cả Ai Cập và Israel).
- Bảng 11 và 12 – Khu vực châu Mỹ: 2 suất, với 7 đội tranh tài.
- Bảng 13 – Khu vực châu Á: 1 suất, với 3 đội đăng ký.

Tổng cộng 57 trận được tổ chức, có 33 đội đã thi đấu ít nhất một trận vòng loại. Có 208 bàn thắng được ghi, trung bình 3,65 bàn/trận.

## Thể thức
Do số lượng đội và khu vực khác nhau, các bảng có thể thức thi đấu riêng biệt:
- Bảng 1, 2, 4, 7, 8 và 10: mỗi bảng gồm 3 đội, thi đấu vòng tròn sân nhà – sân khách. Đội nhất bảng sẽ giành vé dự vòng chung kết.
- Bảng 5, 6 và 9: mỗi bảng gồm 2 đội, thi đấu lượt đi – lượt về. Đội thắng chung cuộc giành quyền đi tiếp.
- Bảng 3: gồm 4 đội, thi đấu một lượt duy nhất (không sân nhà – sân khách). Cả đội nhất và nhì bảng sẽ giành vé dự vòng chung kết.
- Bảng 11: gồm 4 đội, thi đấu vòng tròn sân nhà – sân khách. Đội đứng đầu bảng sẽ giành suất duy nhất của bảng.
- Bảng 12: gồm 3 đội, thi đấu vòng tròn hai lượt (mỗi đội gặp các đội còn lại hai lần). Đội đầu bảng sẽ giành vé.
- Bảng 13: ban đầu gồm 3 đội, nhưng Trung Hoa Dân Quốc rút lui trước khi giải bắt đầu. Hai đội còn lại thi đấu với nhau hai lượt trận, và đội thắng giành quyền tham dự vòng chung kết.

## Kết quả

### Bảng 1
| Hạng | Đội tuyển | ST | T | H | B | BT | BB | HS | Điểm |
| ---- | --------- | -- | - | - | - | -- | -- | -- | ---- |
| 1    | Tây Đức   | 4  | 3 | 1 | 0 | 12 | 3  | +9 | 7    |
| 2    | Saar      | 4  | 1 | 1 | 2 | 4  | 8  | −4 | 3    |
| 3    | Na Uy     | 4  | 0 | 2 | 2 | 4  | 9  | −5 | 2    |

| Na Uy                    | 2–3    | Saar                               |
| ------------------------ | ------ | ---------------------------------- |
| Thoresen 3' · Dahlen 15' | Report | Binkert 16' · Otto 30' · Siedl 55' |

| Na Uy      | 1–1    | Tây Đức       |
| ---------- | ------ | ------------- |
| Hennum 41' | Report | F. Walter 44' |

| Tây Đức                       | 3–0    | Saar |
| ----------------------------- | ------ | ---- |
| Morlock 13', 50' · Schade 70' | Report |      |

| Saar | 0–0    | Na Uy |
| ---- | ------ | ----- |
|      | Report |       |

| Tây Đức                                                     | 5–1    | Na Uy       |
| ----------------------------------------------------------- | ------ | ----------- |
| Morlock 27', 63' · O. Walter 69' · F. Walter 80' · Rahn 88' | Report | Nordahl 26' |

| Saar               | 1–3    | Tây Đức                        |
| ------------------ | ------ | ------------------------------ |
| Martin 68' (ph.đ.) | Report | Morlock 36', 48' · Schäfer 84' |

Tây Đức vượt qua vòng loại.

### Bảng 2
| Hạng | Đội tuyển | ST | T | H | B | BT | BB | HS | Điểm |
| ---- | --------- | -- | - | - | - | -- | -- | -- | ---- |
| 1    | Bỉ        | 4  | 3 | 1 | 0 | 11 | 6  | +5 | 7    |
| 2    | Thụy Điển | 4  | 1 | 1 | 2 | 9  | 8  | +1 | 3    |
| 3    | Phần Lan  | 4  | 0 | 2 | 2 | 7  | 13 | −6 | 2    |

| Phần Lan            | 2–4    | Bỉ                              |
| ------------------- | ------ | ------------------------------- |
| Lehtovirta 49', 75' | Report | Coppens 4', 26', 83' · Anoul 9' |

| Thụy Điển                     | 2–3    | Bỉ                                           |
| ----------------------------- | ------ | -------------------------------------------- |
| Bengtsson 20' · Selmosson 26' | Report | Anoul 28' · Straetmans 37' · Lemberechts 40' |

| Phần Lan                                    | 3–3    | Thụy Điển                     |
| ------------------------------------------- | ------ | ----------------------------- |
| Lehtovirta 63' · Lahtinen 67' · Rikberg 70' | Report | Sandell 9', 71' · Persson 23' |

| Thụy Điển                                    | 4–0    | Phần Lan |
| -------------------------------------------- | ------ | -------- |
| Sandberg 22' · Sandell 24', 61' · Sandin 56' | Report |          |

| Bỉ              | 2–2    | Phần Lan                   |
| --------------- | ------ | -------------------------- |
| Bollen 25', 75' | Report | Lahtinen 83' · Vaihela 90' |

| Bỉ                     | 2–0    | Thụy Điển |
| ---------------------- | ------ | --------- |
| Coppens 23' · Mees 49' | Report |           |

Bỉ vượt qua vòng loại. 
Đây là lần đầu tiên Thụy Điển không giành quyền tham dự vòng chung kết.

### Bảng 3
Bảng đấu này cũng chính là Giải Vô địch Anh Quốc 1953–54.
| Hạng | Đội tuyển   | ST | T | H | B | BT | BB | HS | Điểm |
| ---- | ----------- | -- | - | - | - | -- | -- | -- | ---- |
| 1    | Anh         | 3  | 3 | 0 | 0 | 11 | 4  | +7 | 6    |
| 2    | Scotland    | 3  | 1 | 1 | 1 | 8  | 8  | 0  | 3    |
| 3    | Bắc Ireland | 3  | 1 | 0 | 2 | 4  | 7  | −3 | 2    |
| 4    | Wales       | 3  | 0 | 1 | 2 | 5  | 9  | −4 | 1    |

| Bắc Ireland          | 1–3    | Scotland                         |
| -------------------- | ------ | -------------------------------- |
| Lockhart 72' (ph.đ.) | Report | Fleming 47', 69' · Henderson 89' |

| Wales         | 1–4    | Anh                                   |
| ------------- | ------ | ------------------------------------- |
| Allchurch 22' | Report | Wilshaw 45', 49' · Lofthouse 52', 53' |

| Scotland                               | 3–3    | Wales                            |
| -------------------------------------- | ------ | -------------------------------- |
| Brown 19' · Johnstone 42' · Reilly 58' | Report | Charles 49', 88' · Allchurch 73' |

| Anh                              | 3–1    | Bắc Ireland  |
| -------------------------------- | ------ | ------------ |
| Hassall 10', 60' · Lofthouse 75' | Report | McMorran 54' |

| Wales       | 1–2    | Bắc Ireland       |
| ----------- | ------ | ----------------- |
| Charles 80' | Report | McParland 1', 52' |

| Scotland              | 2–4    | Anh                                                 |
| --------------------- | ------ | --------------------------------------------------- |
| Brown 7' · Ormond 89' | Report | Broadis 13' · Nicholls 50' · Allen 68' · Mullen 83' |

Anh và Scotland vượt qua vòng loại.

### Bảng 4
| Hạng | Đội tuyển        | ST | T | H | B | BT | BB | HS  | Điểm |
| ---- | ---------------- | -- | - | - | - | -- | -- | --- | ---- |
| 1    | Pháp             | 4  | 4 | 0 | 0 | 20 | 4  | +16 | 8    |
| 2    | Cộng hòa Ireland | 4  | 2 | 0 | 2 | 8  | 6  | +2  | 4    |
| 3    | Luxembourg       | 4  | 0 | 0 | 4 | 1  | 19 | −18 | 0    |

| Luxembourg | 1–6    | Pháp                                                                        |
| ---------- | ------ | --------------------------------------------------------------------------- |
| Kohn 6'    | Report | Piantoni 5' · Kopa 10' · Cicci 41' · Glovacki 44' · Kargu 73' · Flamion 88' |

| Cộng hòa Ireland                             | 3–5    | Pháp                                                        |
| -------------------------------------------- | ------ | ----------------------------------------------------------- |
| Ryan 58' (ph.đ.) · Walsh 83' · O'Farrell 88' | Report | Glovacki 23' · Penverne 40' · Ujlaki 50', 69' · Flamion 72' |

| Cộng hòa Ireland                                       | 4–0    | Luxembourg |
| ------------------------------------------------------ | ------ | ---------- |
| Fitzsimons 14', 83' · Ryan 48' (ph.đ.) · Eglington 59' | Report |            |

| Pháp         | 1–0    | Cộng hòa Ireland |
| ------------ | ------ | ---------------- |
| Piantoni 73' | Report |                  |

| Pháp                                                                     | 8–0    | Luxembourg |
| ------------------------------------------------------------------------ | ------ | ---------- |
| Desgranges 2', 88' · Vincent 6', 10' · Fontaine 21', 75', 80' · Foix 57' | Report |            |

| Luxembourg | 0–1    | Cộng hòa Ireland |
| ---------- | ------ | ---------------- |
|            | Report | Cummins 67'      |

Pháp vượt qua vòng loại.

### Bảng 5
| Hạng | Đội tuyển  | ST | T | H | B | BT | BB | HS | Điểm |
| ---- | ---------- | -- | - | - | - | -- | -- | -- | ---- |
| 1    | Áo         | 2  | 1 | 1 | 0 | 9  | 1  | +8 | 3    |
| 2    | Bồ Đào Nha | 2  | 0 | 1 | 1 | 1  | 9  | −8 | 1    |

| Áo                                                                                         | 9–1    | Bồ Đào Nha |
| ------------------------------------------------------------------------------------------ | ------ | ---------- |
| Ocwirk 13' · Probst 14', 19', 31', 59', 70' · Happel 68' (ph.đ.) · Wagner 83' · Dienst 87' | Report | Águas 60'  |

| Bồ Đào Nha | 0–0    | Áo |
| ---------- | ------ | -- |
|            | Report |    |

Áo vượt qua vòng loại.

### Bảng 6
| Hạng | Đội tuyển   | ST | T | H | B | BT | BB | HS | Điểm |
| ---- | ----------- | -- | - | - | - | -- | -- | -- | ---- |
| 1    | Tây Ban Nha | 2  | 1 | 0 | 1 | 4  | 2  | +2 | 2    |
| 1    | Thổ Nhĩ Kỳ  | 2  | 1 | 0 | 1 | 2  | 4  | −2 | 2    |

| Tây Ban Nha                                          | 4–1    | Thổ Nhĩ Kỳ |
| ---------------------------------------------------- | ------ | ---------- |
| Venancio 13' · Gaínza 48' · González 49' · Alsua 65' | Report | Recep 31'  |

| Thổ Nhĩ Kỳ | 1–0    | Tây Ban Nha |
| ---------- | ------ | ----------- |
| Burhan 16' | Report |             |

Tây Ban Nha và Thổ Nhĩ Kỳ bằng điểm sau vòng bảng, vì vậy một trận play-off trên sân trung lập đã được tổ chức để quyết định đội nào giành quyền đi tiếp.
| Thổ Nhĩ Kỳ            | 2–2 (s.h.p.) | Tây Ban Nha                |
| --------------------- | ------------ | -------------------------- |
| Burhan 25' · Suat 64' | Report       | Artetxe 11' · Escudero 78' |

Luigi Franco Gemma, một cậu bé người Ý 14 tuổi có cha làm việc tại sân vận động, đã rút thăm tên Thổ Nhĩ Kỳ khi bị bịt mắt. Nhờ đó, Thổ Nhĩ Kỳ giành quyền tham dự vòng chung kết. Đây cũng là lần đầu tiên Tây Ban Nha không vượt qua vòng loại.
Kể từ vòng chung kết FIFA World Cup 1970, hiệu số bàn thắng bại đã được sử dụng làm tiêu chí phân hạng trong các vòng loại. Nếu luật này đã được áp dụng trước đó, Tây Ban Nha sẽ là đội giành vé và Thổ Nhĩ Kỳ bị loại. Đây là trường hợp duy nhất trong lịch sử mà đội có tổng tỷ số tốt hơn lại không thể vượt qua vòng loại. 

### Bảng 7
Do FIFA từ chối đơn của  Iceland và  Ba Lan rút lui, bảng đấu của họ bị hủy bỏ và Hungary được đặc cách vượt qua vòng loại.

### Bảng 8
| Hạng | Đội tuyển | ST | T | H | B | BT | BB | HS | Điểm |
| ---- | --------- | -- | - | - | - | -- | -- | -- | ---- |
| 1    | Tiệp Khắc | 4  | 3 | 1 | 0 | 5  | 1  | +4 | 7    |
| 2    | România   | 4  | 2 | 0 | 2 | 5  | 5  | 0  | 4    |
| 3    | Bulgaria  | 4  | 0 | 1 | 3 | 3  | 7  | −4 | 1    |

| Tiệp Khắc             | 2–0    | România |
| --------------------- | ------ | ------- |
| Pažický 54' · Vlk 63' | Report |         |

| România                       | 3–1    | Bulgaria    |
| ----------------------------- | ------ | ----------- |
| Pecsovszky 20', 30' · Ene 82' | Report | Tashkov 53' |

| Bulgaria            | 1–2    | Tiệp Khắc   |
| ------------------- | ------ | ----------- |
| Bozhkov 55' (ph.đ.) | Report | Vlk 5', 40' |

| Bulgaria  | 1–2    | România                    |
| --------- | ------ | -------------------------- |
| Kolev 28' | Report | Serfözö 27' · Călinoiu 52' |

| România | 0–1    | Tiệp Khắc            |
| ------- | ------ | -------------------- |
|         | Report | Šafránek 38' (ph.đ.) |

| Tiệp Khắc | 0–0    | Bulgaria |
| --------- | ------ | -------- |
|           | Report |          |

Tiệp Khắc vượt qua vòng loại. Đây là lần đầu tiên Romania không giành quyền tham dự vòng chung kết.

### Bảng 9
| Hạng | Đội tuyển | ST | T | H | B | BT | BB | HS | Điểm |
| ---- | --------- | -- | - | - | - | -- | -- | -- | ---- |
| 1    | Ý         | 2  | 2 | 0 | 0 | 7  | 2  | +5 | 4    |
| 2    | Ai Cập    | 2  | 0 | 0 | 2 | 2  | 7  | −5 | 0    |

| Ai Cập      | 1–2 | Ý                             |
| ----------- | --- | ----------------------------- |
| Ad-Diba 33' |     | Frignani 62' · Muccinelli 79' |

| Ý                                                               | 5–1 | Ai Cập         |
| --------------------------------------------------------------- | --- | -------------- |
| Pandolfini 1' · Frignani 62' · Boniperti 65', 86' · Ricagni 84' |     | El-Hamouly 32' |

Ý vượt qua vòng loại.

### Bảng 10
| Hạng | Đội tuyển | ST | T | H | B | BT | BB | HS | Điểm |
| ---- | --------- | -- | - | - | - | -- | -- | -- | ---- |
| 1    | Nam Tư    | 4  | 4 | 0 | 0 | 4  | 0  | +4 | 8    |
| 2    | Hy Lạp    | 4  | 2 | 0 | 2 | 3  | 2  | +1 | 4    |
| 3    | Israel    | 4  | 0 | 0 | 4 | 0  | 5  | −5 | 0    |

| Nam Tư      | 1–0    | Hy Lạp |
| ----------- | ------ | ------ |
| Matošić 71' | Report |        |

| Hy Lạp     | 1–0    | Israel |
| ---------- | ------ | ------ |
| Bembis 52' | Report |        |

| Nam Tư         | 1–0    | Israel |
| -------------- | ------ | ------ |
| Milutinović 3' | Report |        |

| Israel | 0–2    | Hy Lạp                       |
| ------ | ------ | ---------------------------- |
|        | Report | Kokkinakis 61' · Kamaras 83' |

| Israel | 0–1    | Nam Tư    |
| ------ | ------ | --------- |
|        | Report | Zebec 80' |

| Hy Lạp | 0–1    | Nam Tư          |
| ------ | ------ | --------------- |
|        | Report | Veselinović 50' |

Nam Tư vượt qua vòng loại.

### Bảng 11
FIFA từ chối đơn đăng ký tham dự của  Bolivia.
| Hạng | Đội tuyển | ST       | T        | H        | B        | BT       | BB       | HS       | Điểm     |
| ---- | --------- | -------- | -------- | -------- | -------- | -------- | -------- | -------- | -------- |
| 1    | Brasil    | 4        | 4        | 0        | 0        | 8        | 1        | +7       | 8        |
| 2    | Paraguay  | 4        | 2        | 0        | 2        | 8        | 6        | +2       | 4        |
| 3    | Chile     | 4        | 0        | 0        | 4        | 1        | 10       | −9       | 0        |
| —    | Perú      | Withdrew | Withdrew | Withdrew | Withdrew | Withdrew | Withdrew | Withdrew | Withdrew |

| Paraguay                                                  | 4–0 | Chile |
| --------------------------------------------------------- | --- | ----- |
| Lugo 30' · J. Parodi 52' · Hermosilla 70' · S. Parodi 79' |     |       |

| Chile       | 1–3 | Paraguay                      |
| ----------- | --- | ----------------------------- |
| Robledo 16' |     | Lugo 17', 63' · J. Parodi 84' |

| Chile | 0–2 | Brasil            |
| ----- | --- | ----------------- |
|       |     | Baltazar 38', 63' |

| Paraguay | 0–1 | Brasil       |
| -------- | --- | ------------ |
|          |     | Baltazar 52' |

| Brasil       | 1–0 | Chile |
| ------------ | --- | ----- |
| Baltazar 35' |     |       |

| Brasil                                         | 4–1 | Paraguay     |
| ---------------------------------------------- | --- | ------------ |
| Botelho 60', 85' · Baltazar 62' · Maurinho 90' |     | Martínez 75' |

Brasil vượt qua vòng loại. Đây là lần đầu tiên họ phải thi đấu các trận vòng loại.

### Bảng 12
FIFA từ chối đơn đăng ký tham dự của  Costa Rica và  Cuba.
| Hạng | Đội tuyển | ST | T | H | B | BT | BB | HS  | Điểm |
| ---- | --------- | -- | - | - | - | -- | -- | --- | ---- |
| 1    | México    | 4  | 4 | 0 | 0 | 19 | 1  | +18 | 8    |
| 2    | Hoa Kỳ    | 4  | 2 | 0 | 2 | 7  | 9  | −2  | 4    |
| 3    | Haiti     | 4  | 0 | 0 | 4 | 2  | 18 | −16 | 0    |

| México                                                                  | 8–0 | Haiti |
| ----------------------------------------------------------------------- | --- | ----- |
| Balcázar 23', 26', 76' · Gómez 27' · Tellez 34' · Arnauda 38', 69', 85' |     |       |

| Haiti | 0–4 | México                                       |
| ----- | --- | -------------------------------------------- |
|       |     | Ávalos 6' · Lamadrid 15', 59' · Balcázar 65' |

| México                                                         | 4–0 | Hoa Kỳ |
| -------------------------------------------------------------- | --- | ------ |
| Balcázar 5' · Scheppel 16' (l.n.) · Lamadrid 47' · Naranjo 63' |     |        |

| México                            | 3–1 | Hoa Kỳ   |
| --------------------------------- | --- | -------- |
| A. Torres 60', 89' · Lamadrid 82' |     | Looby 6' |

| Haiti                  | 2–3 | Hoa Kỳ                                |
| ---------------------- | --- | ------------------------------------- |
| Ellie 60' (ph.đ.), 89' |     | Casey 20' · Chacurian 42' · Looby 83' |

| Haiti | 0–3 | Hoa Kỳ                       |
| ----- | --- | ---------------------------- |
|       |     | Looby 22', 65' · Mendoza 31' |

Mexico  vượt qua vòng loại.

### Bảng 13
FIFA từ chối đơn đăng ký tham dự của  Ấn Độ và  Việt Nam.
| Hạng | Đội tuyển          | ST      | T       | H       | B       | BT      | BB      | HS      | Điểm    |
| ---- | ------------------ | ------- | ------- | ------- | ------- | ------- | ------- | ------- | ------- |
| 1    | Hàn Quốc           | 2       | 1       | 1       | 0       | 7       | 3       | +4      | 3       |
| 2    | Nhật Bản           | 2       | 0       | 1       | 1       | 3       | 7       | −4      | 1       |
|      | Trung Hoa Dân Quốc | Rút lui | Rút lui | Rút lui | Rút lui | Rút lui | Rút lui | Rút lui | Rút lui |

| Nhật Bản     | 1–5 | Hàn Quốc                                                              |
| ------------ | --- | --------------------------------------------------------------------- |
| Naganuma 16' |     | Chung Nam-sik 22', 83' · Choi Kwang-suk 34' · Choi Chung-min 68', 87' |

| Hàn Quốc                               | 2–2 | Nhật Bản         |
| -------------------------------------- | --- | ---------------- |
| Chung Nam-sik 20' · Choi Chung-min 43' |     | Iwatani 17', 61' |

Hàn Quốc vượt qua vòng loại.

## Đội tuyển vượt qua vòng loại
| Đội tuyển   | Ngày vượt qua vòng loại | Số lần tham dự vòng chung kết | Chuỗi tham dự liên tiếp | Lần tham dự cuối cùng |
| ----------- | ----------------------- | ----------------------------- | ----------------------- | --------------------- |
| Áo          | 29 tháng 11 năm 1953    | 3                             | 1                       | 1938                  |
| Bỉ          | 8 tháng 10 năm 1953     | 4                             | 1                       | 1938                  |
| Brasil      | 21 tháng 3 năm 1954     | 5                             | 5                       | 1950                  |
| Tiệp Khắc   | 25 tháng 10 năm 1953    | 3                             | 1                       | 1938                  |
| Anh         | 11 tháng 11 năm 1953    | 2                             | 2                       | 1950                  |
| Pháp        | 25 tháng 11 năm 1953    | 4                             | 1                       | 1938                  |
| Hungary (w) |                         | 3                             | 1                       | 1938                  |
| Ý           | 24 tháng 1 năm 1954     | 4                             | 4                       | 1950                  |
| Hàn Quốc    | 14 tháng 3 năm 1954     | 1                             | 1                       | —                     |
| México      | 14 tháng 1 năm 1954     | 3                             | 2                       | 1950                  |
| Scotland    | 31 tháng 3 năm 1954     | 1                             | 1                       | —                     |
| Thụy Sĩ (h) | 22 tháng 7 năm 1946     | 4                             | 4                       | 1950                  |
| Thổ Nhĩ Kỳ  | 17 tháng 3 năm 1954     | 1                             | 1                       | —                     |
| Uruguay (c) | 16 tháng 7 năm 1950     | 3                             | 2                       | 1950                  |
| Tây Đức     | 28 tháng 3 năm 1954     | 3                             | 1                       | 1938                  |
| Nam Tư      | 28 tháng 3 năm 1954     | 3                             | 2                       | 1950                  |

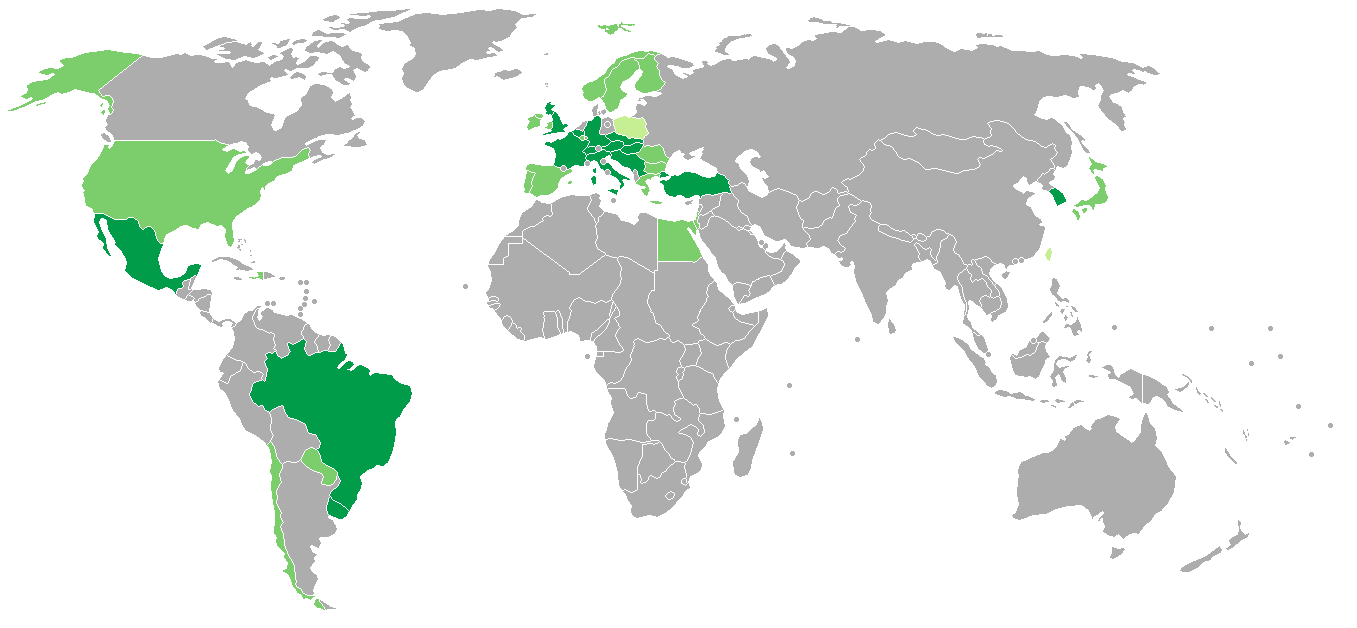
Vòng loại FIFA World Cup 1954

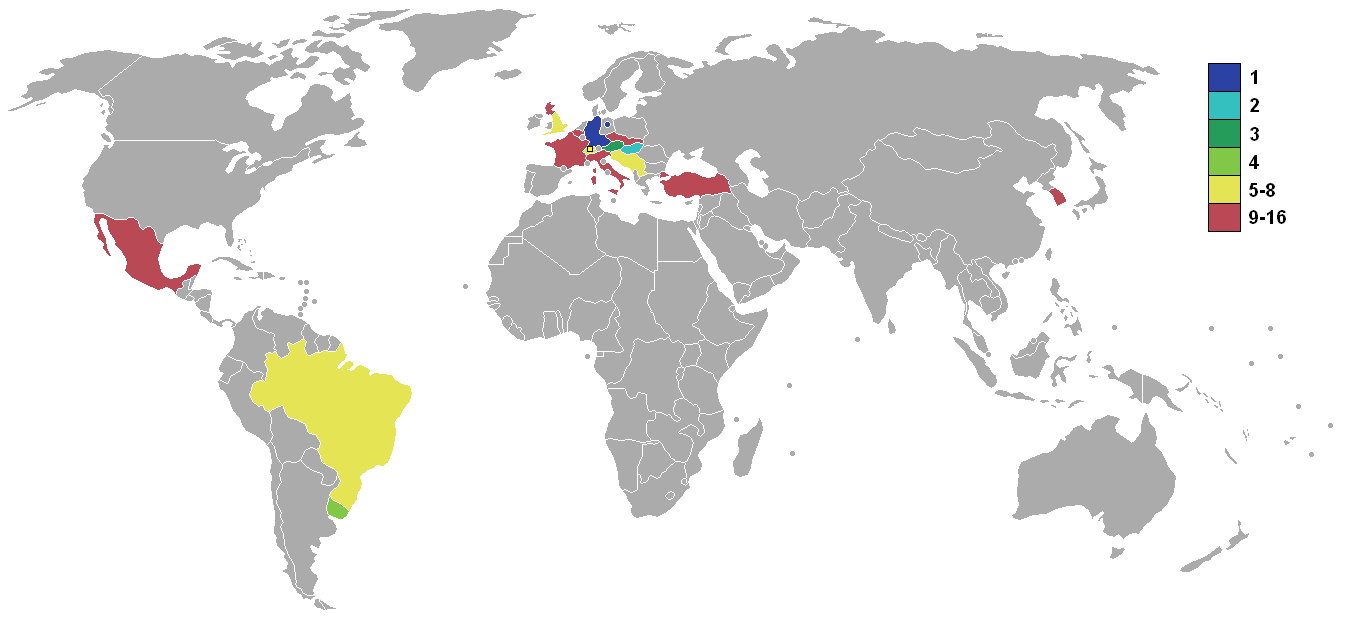
Các đội tuyển vượt qua vòng loại

(h) – giành quyền tham dự với tư cách chủ nhà
(c) – giành quyền tham dự với tư cách đương kim vô địch
(w) – giành quyền tham dự vì Ba Lan rút lui

## Cầu thủ ghi bàn
6 bàn thắng
- Max Morlock

5 bàn thắng
- Erich Probst
- Baltazar
- Tomás Balcázar

4 bàn thắng
- Henri Coppens
- José Luis Lamadrid
- Nils-Åke Sandell
- Bill Looby

3 bàn thắng
- František Vlk
- Nat Lofthouse
- Kalevi Lehtovirta
- Just Fontaine
- Pedro Arnauda
- Manuel Lugo
- Choi Chung-min
- Chung Nam-sik
- John Charles

2 bàn thắng
- Léopold Anoul
- Mathieu Bollen
- Júlio Botelho
- Harold Hassall
- Dennis Wilshaw
- Olavi Lahtinen
- Jean Desgranges
- Pierre Flamion
- Léon Glovacki
- Roger Piantoni
- Joseph Ujlaki
- Jean Vincent
- Gerard Ellie
- Arthur Fitzsimons
- Reg Ryan
- Giampiero Boniperti
- Amleto Frignani
- Toshio Iwatani
- Alfredo Torres
- Peter McParland
- José Parodi
- József Pecsovszky
- Allan Brown
- Charlie Fleming
- Burhan Sargın
- Ivor Allchurch
- Fritz Walter

1 bàn thắng
- Robert Dienst
- Ernst Happel
- Ernst Ocwirk
- Theodor Wagner
- Victor Lemberechts
- Victor Mees
- Jean-Louis Straetmans
- Maurinho
- Stefan Bozhkov
- Ivan Kolev
- Dobromir Tashkov
- Ted Robledo
- Emil Pažický
- František Šafránek
- Ad-Diba
- Alaa El-Hamouly
- Ronnie Allen
- Ivor Broadis
- Jimmy Mullen
- Johnny Nicholls
- Nils Rikberg
- Jorma Vaihela
- Raymond Cicci
- Jacques Foix
- Édouard Kargu
- Raymond Kopa
- Armand Penverne
- Thanasis Bembis
- Georgios Kamaras
- Dimitris Kokkinakis
- George Cummins
- Tommy Eglington
- Frank O'Farrell
- Davy Walsh
- Ermes Muccinelli
- Egisto Pandolfini
- Eduardo Ricagni
- Ken Naganuma
- Antoine Kohn
- Rafael Ávalos
- Gregorio Gómez
- José Naranjo
- Nicolás Tellez
- Norman Lockhart
- Eddie McMorran
- Knut Dahlen
- Harald Hennum
- Hans Nordahl
- Gunnar Thoresen
- Ireneo Hermosilla
- Eulogio Martínez
- Silvio Parodi
- José Águas
- Valeriu Călinoiu
- Alexandru Ene
- Gavril Serfözö
- Herbert Binkert
- Herbert Martin
- Werner Otto
- Gerhard Siedl
- Jackie Henderson
- Bobby Johnstone
- Willie Ormond
- Lawrence Reilly
- Choi Kwang-suk
- Rafael Alsua
- José Artetxe
- Adrián Escudero
- Agustín Gaínza
- Miguel González
- Venancio García
- Bengt Berndtsson
- Hans Persson
- Gösta Sandberg
- Herbert Sandin
- Arne Selmosson
- Recep Adanır
- Suat Mamat
- Cornelius Casey
- Efrain Chacurian
- Ruben Mendoza
- Helmut Rahn
- Horst Schade
- Hans Schäfer
- Ottmar Walter
- Frane Matošić
- Miloš Milutinović
- Todor Veselinović
- Branko Zebec

1 bàn phản lưới nhà
- William Scheppel (trong trận gặp Mexico)